# 虹と緑
虹と緑（にじとみどり）、虹と緑の500人リスト運動とは、1995年～2008年に存在した日本の政治団体。市民派（無所属市民派、市民派無所属とも）と呼ばれる地方議会議員の全国ネットワークであった。
虹は、多様性を個性を尊重した連帯と協動を、緑は、自然環境と共存した経済社会への転換を表現している、としている。全国代表は、元静岡県議会議員（前川田龍平参議院議員政策秘書）の松谷清と大阪府茨木市議会議員の桂睦子。2004年の参議院議員選挙に際しては「みどりの会議」と民主党を支持していた。2007年の参議院議員選挙に際しては川田龍平を支持していた。
グローバルグリーンズの下部組織「アジア・パシフィック・グリーンズ・ネットワーク」に所属している。設立・運営には「政治グループ蒼生」（「グローカル」、旧共産主義労働者党）が深く関わっていた。
国政における「みどりの政党」を目指す政治団体である「みどりのテーブル」とは連携関係にあった。両団体は2008年11月22日に解散、統合し「みどりの未来（後の緑の党グリーンズジャパンの母体となった政治団体）」を発足させ、両団体の活動は「みどりの未来」へと引き継がれることとなった。

## 関連記事
- 尾辻かな子
- 戸田久和
- みどりのテーブル
- 緑の党
- 緑の党グリーンズジャパン